# Bataille de Port-Saint-Père (10 septembre 1793)
Pour les articles homonymes, voir Bataille de Port-Saint-Père.
Guerre de Vendée
Batailles
Le combat de Port-Saint-Père se déroule lors de la guerre de Vendée.

## Préambule
Après la bataille de Nantes, le général Canclaux avait reçu du comité de salut public l'ordre de se jeter dans la Basse-Vendée, et d'employer, pour cette expédition, une partie des troupes de la garnison de Mayence. Canclaux avait obéi, et de nombreuses colonnes de républicains parcouraient ce pays, portant partout le fer et la flamme et poussant devant elles les divisions royalistes effrayées. Mais pour opérer avec plus de sûreté, le général Beysser, qui commandait une de ces colonnes, résolut de s'emparer de Port-Saint-Père, qui passait pour une des clefs du pays, et que défendaient La Cathelinière et Pajot.

## Déroulement
Le 9 septembre, il se présente devant la place. 
Les républicains y lancèrent les premiers obus qu'on eût encore vus dans la Vendée. Ces terribles projectiles, inconnus des paysans, jetèrent parmi eux la terreur, et déjà l'effroi les faisait songer à se retirer lorsque le lieutenant-colonel Targe, de la légion des Francs, qui, le sabre entre ses dents, avait, traversé la rivière, paraît tout à-coup sur la rive opposée. Suivi de quelques soldats aussi audacieux que lui, il tombe, la baïonnette en avant, sur les royalistes, et, par cette attaque imprévue, il achève de les mettre en déroute. 
La Cathelinière, obligé de fuir, opére sa retraite sur Saint-Philbert-de-Grand-Lieu où se trouvait Couëtus,,,.